# ヘッドロック (企業)
株式会社ヘッドロック（英: HEADLOCK INC.）は、日本のゲーム会社。コンピュータエンターテインメント協会正会員。
主にスマートフォンゲームやオンラインゲームの企画・開発・運営を行っている。そのほか、PlayStation 2、Nintendo DS、PC用ゲームソフト及びアーケードゲームの企画、開発を行っている。

## 沿革
- 1999年12月10日 - 有限会社ヘッドロック設立
- 2001年
  - 5月 - 株式会社に組織変更
  - 12月6日 - 同社初のオンラインゲーム「ディプスファンタジア」をエニックス（現：スクウェア・エニックス）から発売
- 2005年
  - 6月13日 - 同社初の携帯電話用ゲーム(iアプリ)「機動戦士Ζガンダム～星を継ぐ者～」をバンダイネットワークスから発売
  - 6月30日 - PC用オンラインゲーム「アクエリアンエイジOnline」の正式サービスを開始
  - 7月29日 - PC用ゲーム「GALAXY ANGEL EX」をブロッコリーから発売
  - 8月26日 - PC用ゲーム「プリンセスコンチェルト」をブロッコリーから発売
  - 11月1日 - 携帯電話用ゲーム「交響詩篇エウレカセブン」をバンダイネットワークスから発売
  - 11月16日 - 携帯電話用ゲーム「機動戦士ガンダム第08MS小隊～密林のガンダム～」をバンダイネットワークスから発売
  - 12月9日 - 携帯電話用ゲーム「機動戦士ΖガンダムⅡ～恋人たち～」をバンダイネットワークスから発売、PC用オンラインゲーム「エミル・クロニクル・オンライン」の正式サービス開始
- 2006年5月25日 - PC用オンラインゲーム「ベルアイル」の正式サービスを開始
- 2007年
  - 1月18日 - 同社初のPS2用ゲーム「名探偵エヴァンゲリオン」をブロッコリーから発売
  - 2月27日 - 同社初のアーケードゲーム「アクエリアンエイジオルタナティブ」の正式稼動を開始。
  - 6月28日 - PS2用ゲーム「新世紀エヴァンゲリオン バトルオーケストラ」をブロッコリーから発売
  - 8月23日 - 同社初のNintendo DS用ゲーム「エコリス」をガンホー・ワークスから発売
  - 9月20日 - PS2用ゲーム「プリンセスコンチェルト」をブロッコリーから発売
- 2008年
  - 2月21日 - オンラインゲーム「パンドラサーガ」の正式サービスを開始
  - 10月15日 - オンラインゲーム「ai sp@ce」の正式サービスを開始
- 2011年
  - 1月18日 - スマートフォンゲーム（iphoneアプリ）「Kingdom Conquest」の国内向けサービスを開始（セガ）
  - 10月14日 - オンラインゲーム「Wizardry Online」の正式サービスを開始
- 2012年
  - 1月27日 - スマートフォンゲーム「DRAGON ARC」の無料配信を「App Store」で開始（グリー）
  - 2月29日 - スマートフォンゲーム「DRAGON ARC」の無料配信を「Google play」で開始（グリー）
  - 12月25日 - オンラインゲーム「機動戦士ガンダムオンライン」の公式サービス開始（バンダイナムコオンライン）
- 2013年
  - 3月12日 - スマートフォンゲーム「カードファイト！！ヴァンガード 惑星大戦」の無料配信を「Google play」で開始（ブシロード）
  - 3月22日 - スマートフォンゲーム「カードファイト！！ヴァンガード 惑星大戦」の無料配信を「App Store」で開始（ブシロード）
- 2014年
  - 7月29日 - スマートフォンゲーム「疾走、ヤンキー魂。」の無料配信を「Google play」で開始（スクウェア・エニックス）
  - 11月19日 - スマートフォンゲーム「乖離性ミリオンアーサー」の無料配信を「App Store」及び「Google play」で開始（スクウェア・エニックス）
  - 11月26日 - スマートフォンゲーム「疾走、ヤンキー魂。」の無料配信を「App Store」で開始（スクウェア・エニックス）
- 2015年2月24日 - オンラインゲーム「ミリ姫大戦」の無料配信を「Yahoo!モバゲー」で開始
- 2017年10月26日 - スマートフォンゲーム「グラフィティスマッシュ」の無料配信を「App Store」及び「Google play」で開始（バンダイナムコオンライン）
- 2018年10月4日 - スマートフォンゲーム「交響性ミリオンアーサー」の無料配信を「App Store」及び「Google play」で開始（スクウェア・エニックス）
- 2019年7月4日 - スマートフォンゲーム「とある魔術の禁書目録　幻想収束（イマジナリーフェスト）」の無料配信を「App Store」及び「Google play」で開始（スクウェア・エニックス）

## 主なゲーム

### オンラインゲーム
- ディプスファンタジア - サービス終了
- アクエリアンエイジオンライン - サービス終了
- ベルアイル - サービス終了
- エミル・クロニクル・オンライン - サービス終了
- パンドラサーガ - サービス終了
- ai sp@ce - サービス終了
- ぼくらのファンタジア - サービス終了
- Wizardry Online- サービス終了
- 機動戦士ガンダムオンライン サービス終了
- ミリ姫大戦 - サービス終了

### スマートフォン
- Kingdom Conquest - サービス終了
- ドラゴンアーク - サービス終了
- 疾走、ヤンキー魂。- サービス終了
- 乖離性ミリオンアーサー - サービス終了
- グラフィティスマッシュ - サービス終了
- 交響性ミリオンアーサー- サービス終了
- とある魔術の禁書目録　幻想収束 - サービス終了
- Engage Kill - サービス終了

### PC
- GALAXY ANGEL EX
- プリンセスコンチェルト

### PlayStation 2
- 名探偵エヴァンゲリオン
- 新世紀エヴァンゲリオン バトルオーケストラ
- プリンセスコンチェルト

### Nintendo DS
- エコリス
- ラジアントヒストリア（アトラスとの共同開発）

### 携帯電話（iアプリ）
- 機動戦士ΖガンダムⅡ ～恋人たち～
- 交響詩篇エウレカセブン
- 機動戦士Ζガンダム ～星を継ぐもの～
- 機動戦士ガンダム 第08小隊 ～密林のガンダム～

### アーケードゲーム
- アクエリアンエイジオルタナティブ